# Creu de Calvó
La Creu de Calvó o Creu del camí de la Creu, era una creu de terme d'Olot (Garrotxa), que estava situada a l’encreuament del Camí de la Creu amb el carrer de Sant Cristòfor.
A finals dels segle xix va canviar d'ubicació per a evitar molèsties, però seguint al mateix camí de la Creu, fins al 1936, en què va ser retirada definitivament. Actualment es conserva al Museu Comarcal de la Garrotxa.
La creu és de ferro forjat. Llueix una decoració als braços que acaben en una mena d'ondulacions de caràcter vegetal o orgànic. Els mateixos braços presenten uns bombaments estilístics i al centre de la creu hi ha el Crist crucificat amb els peus separats. La creu mesura 94 x 49,5 x 8 cm.